# 한울BnC
주식회사 한울BnC는 대한민국의 화장품 및 CCTV 제조 기업이다.

## 역사 및 현황
2004년 2월에 에치디프로라는 사명으로 설립되어 2015년 10월 13일에 코스닥 시장에 상장하였다. 2019년 3월에는 상호를 에치디프로에서 뉴지랩으로 변경하였고, 2021년 3월 36일에는 상호를 뉴지랩에서 뉴지랩파마로 상호를 변경하였다.
2024년 9월 27일에는 사명을 뉴지랩파마에서 한울BnC로 상호를 변경하였다. 그러나 2025년 3월 20일에 상장폐지에 따른 정리매매 개시되었고 동년 3월 31일에 상장폐지 되었다.